# Louise Howard
Louise Howard (ur. 26 grudnia 1880 w Londynie, zm. 11 marca 1969) – angielska agronomka, zwolenniczka rolnictwa ekologicznego. Urodziła się w Kensington, w Londynie jako czwarta córka i najmłodsza z piątki dzieci kupca Carla Hermanna Ernsta Matthaei oraz Louise Henriette Elizabeth Sueur, która zajmowała się muzyką. Jej najstarszą siostrą była botanik Gabrielle Howard. Jej rodzina miała niemieckie, francuskie i szwajcarskie pochodzenie. Howard uczęszczała do szkoły wyższej w South Hampstead, dzielnicy Londynu, oraz Newnham College w Cambridge. Po uzyskaniu wielu stypendiów i nagród, zakończyła studia z wysokim wynikiem. Następnie pracowała w Newnham College. Podczas I Wojny Światowej została zwolniona z pracy ze względu na fakt, że jej ojciec był z pochodzenia Niemcem. Od 1920 r. była członkiem Międzynarodowej Organizacji Pracy.